# Markos Vafeiadis
Markos Vafeiadis, ortografiat alternativ Markos Vafiadis sau Markos Vafiades, (în greacă Μάρκος Βαφειάδης; n. 28 ianuarie 1906, Tosya⁠(d), Provincia Kastamonu, Turcia – d. 22 februarie 1992, Atena, Grecia) a fost un conducător al Partidului Comunist din Grecia (KKE) în timpul Războiului Civil Grec. Familia lui era originară din insula Chios.

## Biografie

### Înaintea Războiului Civil
După efectuarea schimburilor de populație dintre Grecia și Turcia din 1923, Vafeiadis a mers ca refugiat la Salonic și Kavala. Începând din 1928 a lucrat la Salonic în calitate de activist al Uniunii Tineretului Comunist din Grecia (OKNE). În 1932 a fost arestat și trimis în exil intern pentru activitatea sa politică. După eliberarea sa, în octombrie 1933, a lucrat ca instructor de partid în mai multe regiuni ale Greciei.
La începutul dictaturii lui Ioannis Metaxas („Regimul de la 4 August”) a fost exilat din nou în insula Agios Efstratios, dar a reușit să evadeze în mai puțin de o lună. Ulterior, el a lucrat în organizația clandestină a partidului din insula Creta și a fost unul dintre conducătorii revoltei din Chania împotriva regimului dictatorial (28 iulie 1938). După înăbușirea revoltei, el a mers la Atena, unde a fost arestat. A fost întemnițat la Akronafplia și a fost exilat în insula Gavdos.

### Rezistența și Războiul Civil
În mai 1941, la începutul ocupației germane naziste a Greciei, i s-a permis să părăsească insula Gavdos, împreună cu alți prizonieri militari greci, și a început organizarea activității de rezistență împotriva ocupației germane, inițial în Creta, mai târziu la Atena și Salonic și în cele din urmă în toată Macedonia. În 1942 a fost ales în Comitetul Central al Partidului Comunist din Grecia și a fost numit comandant al unităților macedonene ale Armatei de Eliberare a Poporului Grec (ELAS). În mai 1944 a fost ales reprezentant al populației din Salonic în Congresul Național care s-a întrunit în satul Koryschades din Euritania, dar nu a reușit să participe la ședințe. În octombrie 1944, după retragerea armatei germane, a intrat în Salonic, împreună cu unitățile pe care le comanda.
În noiembrie 1944 unitățile comandate de Vafeiadis au eliberat Macedonia Centrală și au contribuit la salvarea a mii de evrei greci de pericolul deportării în Germania Nazistă. În februarie 1946 Markos Vafeiadis nu a fost de acord cu Nikos Zahariadis, secretarul general al KKE, care dorea să înființeze o armată comunistă regulată. Vafeiadis credea că forțele militare ale guvernului grec erau prea puternice și cea mai bună opțiune a KKE era să ducă o luptă de partizani.
Cu toate acestea, în iulie 1946, Zahariadis l-a desemnat conducător al formațiunilor comuniste de gherilă. În octombrie 1946, când a fost fondat Comandamentul General al Armatei Democratice a Greciei (DSE), Vafeiadis și-a asumat poziția de lider, iar în decembrie 1947 a fost numit prim-ministru și ministru de război al Guvernul Democratic Provizoriu.
În ultimele faze ale Războiului Civil neînțelegerile lui cu Zahariadis în problemele militare au dus la îndepărtarea lui de la conducerea armatei (august 1948) și mai târziu din toate funcțiile deținute (ianuarie 1949). În octombrie 1950 a fost exclus din Partidul Comunist, în timp ce se afla în exil în Uniunea Sovietică, unde fugise după destrămarea Armatei Democratice a Greciei.

### După Războiul Civil
După moartea lui Iosif Stalin și sfârșitul epocii staliniste, Markos Vafeiadis a fost reprimit în KKE și a fost ales ca membru al Biroului Politic al Comitetului Central al partidului. Cu toate acestea, apariția unor noi dezacorduri cu conducerea partidului a dus la îndepărtarea lui din funcțiile de conducere în ianuarie 1958 și la a doua excludere din KKE în iunie 1964. După ce partidul s-a divizat în 1968 a fost primit în facțiunea „interioară” (εσωτερικού) a KKE. În martie 1983 și-a încheiat exilul de 33 de ani în Uniunea Sovietică și s-a întors în Grecia și pe insula Chios, unde și-a scris mai târziu Memoriile. A devenit un susținător politic al lui Andreas Papandreou și în noiembrie 1989 și aprilie 1990 a fost ales ca membru al Parlamentului Greciei pe lista Mișcării Socialiste Panelene (PASOK).

## Legături externe
- Interviu cu Markos Vafiades, 1983

| Precedat de (nici unul) | Șeful Guvernului Democratic Provizoriu 24 decembrie 1947 – 7 februarie 1949 | Succedat de Nikos Zahariadis |